# Mohamed Ben Saleh
Mohamed Ben Saleh –en árabe, محمد بن صالح– (nacido el 1 de febrero de 1981) es un deportista libio que compitió en judo.
Ganó una medalla en los Juegos Panafricanos de 2007 y tres medallas en el Campeonato Africano de Judo entre los años 2001 y 2010.

## Palmarés internacional
| Juegos Panafricanos | Juegos Panafricanos | Juegos Panafricanos | Juegos Panafricanos |
| Año                 | Lugar               | Medalla             | Categoría           |
| ------------------- | ------------------- | ------------------- | ------------------- |
| 2007                | Argel (Argelia)     | Medalla de bronce   | –100 kg             |
| Campeonato Africano |                     |                     |                     |
| Año                 | Lugar               | Medalla             | Categoría           |
| 2001                | Trípoli (Libia)     | Medalla de bronce   | –90 kg              |
| 2008                | Agadir (Marruecos)  | Medalla de plata    | –100 kg             |
| 2010                | Yaundé (Camerún)    | Medalla de bronce   | –100 kg             |